# Nobu Shirase
Nobu Shirase (japanska: 白瀬 矗), född 20 juli 1861 i Nikaho i Akita prefektur, död 4 september 1946 i Toyota i Aichi prefektur, var en japansk officer och ledare av den japanska antarktisexpeditionen 1910–12 som utforskade kusten längs Edward VII Land och östra delarna av Ross shelfisen. 

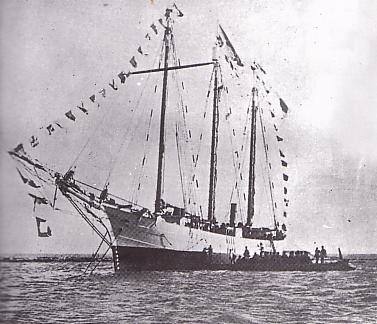
Kainan Maru

Shirases första expedition gick till Kurilerna norr om Japan år 1893.
Han var angelägen om att Japan skulle utforska Antarktis och  stöddes av den tidigare premiärministern Okuma Shigenobu. Den 1 december 1910 lämnade den 30 meter långa skonaren Kainan Maru Tokyo med kurs mot Antarktis med 27 man och 28 slädhundar ombord. De kom fram till Wellington i Nya Zeeland den 7 februari 1911 och fortsatte söderut fyra dagar senare. På grund av dåligt väder med stormvindar och kraftigt snöfall tvingades Shirase att avbryta resan och vända mot norr till Sydney i Australien dit han anlände 1 maj samma år. Expeditionen saknade medel och kaptenen och en del av besättningen reste hem till Japan för att skaffa pengar. Professor och geolog Edgeworth David från Universitetet i Sydney, som hade deltagit i Nimrodexpeditionen år 1907–1909 tillsammans med Ernest Shackleton, hjälpte den japanska expeditionen i Australien.
Shirase insåg att han inte skulle nå fram till sydpolen före Roald Amundsen och Robert Scott, men avseglade trots det från Sydney den 19  november 1911 och anlände till shelfisen den 16 januari 1912. I Kainan Bay mötte de fartyget Fram som väntade på Amundsen men kunde inte kommunicera då de inte hade något gemensamt språk.

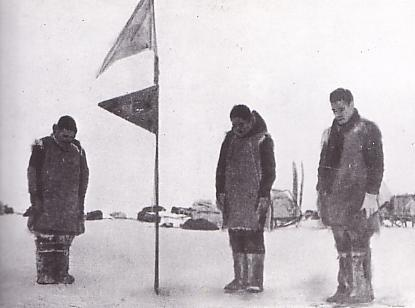
Yamotosnöfältet, expeditionens sydligaste punkt.

 Expeditionen fortsatte till  Valbukten där en grupp på sju personer skickades i land på isfältet. Två av dem byggde ett basläger och de andra fortsatte söderut. Efter 250 kilometers färd var de och slädhundarna utmattade och den 29 januari reste expeditionen en japansk flagga på en plats de kallade Yamatosnöfältet (japanska: 大和雪原) och vände om. Medan de var borta lämnade Kainan Maru Valbukten med kurs mot Biscoe Bay och Edward VII Land för att utforska kusten. Den 2 februari återvände hon och hämtade  expeditionens medlemmar. De seglade via Wellington till Yokohama där de anlände den 20 juni 1912 och mottogs som hjältar.
Shiraseglaciären och Shirasekusten i Antarktis, samt isbrytaren Shirase är uppkallade efter Nobu Shirase. I hans hemstad Nikaho finns sedan år 1990 ett museum till ära för honom och Antarktisexpeditionen.